# Gallus (constel·lació)
Gallus (el Gall) és una antiga constel·lació introduïda pel teòleg holandès Petrus Plancius i va aparèixer per primera vegada en el seu globus celeste de 1.612. Gallus residia en la Via Làctica, al sud de l'equador celeste en la part nord del que ara és la Popa. Encara que diversos astrònoms van aprovar Gallus, aquesta no es mostra en l'influent atles de Johann Elert Bode.
L'astrònom alemany Jakob Bartsch, que estava desitjós de trobar referències bíbliques per a totes les constel·lacions, diu en el seu llibre Usus Astronomicus de 1.624 que Gallus representa al gall que va cantar després que Pere va negar a Jesús tres vegades.